# Ngọc Hồi (xã)
Ngọc Hồi là một làng, cũng là tên một xã thuộc thành phố Hà Nội, Việt Nam.
Xã cách trung tâm thành phố Hà Nội 14 km về phía nam, nằm cạnh quốc lộ 1.

## Địa giới hành chính
Địa giới hành chính xã Ngọc Hồi như sau: 
- tây giáp xã Đại Áng
- bắc giáp các xã Vĩnh Quỳnh và Ngũ Hiệp
- đông giáp xã Liên Ninh
- nam giáp xã Liên Ninh (huyện Thanh Trì) và xã Nhị Khê (huyện Thường Tín).

## Làng Ngọc Hồi

### Làng Ngọc Hồi
Làng Ngọc Hồi trước Cách mạng thuộc tổng Cổ Điển, huyện Thanh Trì, phủ Thường Tín, tỉnh Hà Đông. Làng nằm ở cửa ngõ phía Nam thủ đô, trên đầu mối giao thông thủy bộ quan trọng. Quốc lộ 1 song song với đường sắt Bắc- Nam dọc theo làng khoảng hơn một cây số. Làng Ngọc Hồi nay thuộc xã Ngọc Hồi, huyện Thanh Trì.
Làng còn có con đường cổ, xưa gọi là "đường Quai " hay "đường cái cao" vốn là con đường Thiên Lý từ Quán Gánh về Duyên Trường, Hạ Thái lên, qua làng Yên Kiện đến đầu làng Quỳnh Đô (xã Vĩnh Quỳnh) để vào Chợ Mơ, Thăng Long. Đường thủy có sông Tô Lịch từ Hồ Tây - Ngã Tư Sở chảy qua xuôi về Thường Tín.
Đầu thế kỷ 13, Ngọc Hồi có tên là Vĩnh Khang, là làng đông đúc, do ba anh em ông Bảo Công, ả Mô nương và Nhị Mô nương cai quản, trở thành một thế lực quân sự mạnh, ảnh hưởng đến cơ nghiệp của nhà Trần, nên Trần Thủ Độ đã mang quân đến trấn dẹp, song bị anh em Bảo Công đánh bại. Sau, Bảo Công đem quân của mình về với triều Trần, được gia phong làm tướng và lập nhiều chiến công trong cuộc kháng chiến chống Nguyên- Mông. Sau khi ba anh em mất, Vua Trần phong tặng Bảo Công là Quảng hoá đại vương, ả Mô nương là ả Mô công chúa và Nhị Mô nương là Nhị Mô công chúa, giao cho làng Ngọc Hồi đời đời thờ phụng. Hiện trong đình Ngọc Hồi còn 16 đạo sắc phong cho 3 anh em.
Cuối thế kỷ XVIII, mảnh đất Ngọc Hồi đã đi vào lịch sử đất nước với trận công phá đồn Ngọc Hồi vào rạng sáng mồng 5 Tết Kỷ Dậu (30 -1- 1789). Vết tích của hệ thống đồn luỹ Ngọc Hồi được xác định qua các địa danh Đồng Đồn, Nền Đồn, Cây đa Đồn. Vua Quang Trung đầu chít khăn vàng, cưỡi voi đích thân chỉ huy đội quân cảm tử, có các bức ván gỗ bện rơm ngấm nước phủ kín làm áo giáp, dàn hàng ngang đồng loạt tấn công vào đồn. Quân Thanh bỏ chạy tán loạn, giày xéo lên nhau mà chết. Số sống sót chạy về phía Bắc làng Ngọc Hồi. Một cuộc quyết chiến diễn ra tại đây.. Sử cũ ghi lại, "thây giặc nằm đầy đồng, máu chảy thành suối". Tại liệu địa danh minh chứng thêm: các gò Mả Cả, Mả Ngô là nơi chôn xác giặc, "Ao máu" là nơi máu giặc ngập ngụa. Các tướng giặc là Hứa Thế Hanh, Trương Triều Long đều tử trận. Sầm Nghi Đống cũng thắt cổ tự tử tại Ngọc Hồi. Quân Tây Sơn thừa thắng tiến vào Khương Thượng - Đống Đa, giải phóng kinh thành Thăng Long vào chiều mồng 5 Tết.

### Đồn Ngọc Hồi
Tại làng Ngọc Hồi vào tháng 12 năm 1788, quân Thanh đã xây dựng một tiền đồn mạnh để bảo vệ nam thành Thăng Long. Sau khi đồn Hà Hồi bị hạ vào ngày 28 tháng 1 năm 1789, đồn Ngọc Hồi được tăng cường tới 30.000 quân tinh nhuệ, hỏa lực mạnh để chặn quân Tây Sơn. Đồn ngoài lũy đất còn có hàng rào chông sắt, địa lôi. Tướng chỉ huy đồn là đề đốc Hứa Thế Hanh là phó tướng của Tôn Sĩ Nghị chỉ huy, phụ tá có tả dực Thượng Duy Thăng, tiên phong Trương Triều Long.
Trên đường tiến ra Thăng Long, quân Tây Sơn dưới sự chỉ huy của Nguyễn Huệ đã tiêu diệt đồn này vào ngày 30 tháng 1 năm 1789 (mùng 5 Tết Kỷ Dậu).
Vào dịp kỷ niệm 200 năm chiến thắng Ngọc Hồi - Đống Đa (1789 - 1989), tại đầu làng Ngọc Hồi đã xây dựng tượng đài chiến thắng Ngọc Hồi-Đống Đa với ba mũi tên hướng thẳng về phía Thăng Long, thể hiện cho cuộc tiến công thần tốc của quân sĩ Tây Sơn.

### Di tích lịch sử, văn hóa
Làng Ngọc Hồi có ngôi đình hướng Tây Nam được dựng vào giữa thế kỷ 18, có kết cấu "ngoài chữ Quốc, trong chữ Vương". Trong đình còn có bản hương ước khắc trên cột đá, lập ngày 10 tháng 5 năm Cảnh Hưng thứ 5 (1744), nội dung ghi công người họ Đình trong làng đã hiến 1 mẫu 6 sào đất cho làng dựng đình, làng cắm mốc giới đình, dựng bia, đề ra quy ước người nào xâm phạm đến đất đình sẽ bị phạt.
Làng còn có chùa mang tên làng. Trong chùa còn một quả chuông đúc năm Minh Mệnh thứ 5 (1824).

### Lễ hội
Lễ hội chính của làng diễn ra từ mồng 8 đến 10 tháng 2. Ngoài tế lễ, rước sắc còn có rước cỗ chay (mỗi giáp một người sửa).

## Làng Yên Kiện
Làng Yên Kiện, xưa có tên là Khang Kiện, thường gọi là Chạ Yên. Chạ là từ Việt cổ, dùng để chỉ các đơn vị cư trú giống như các làng định cư của người Việt khi mới định hình thời dựng nước của các Vua Hùng. Theo các cụ già trong làng, lúc đầu, làng ở khu vực Đìa ổi, giáp làng Lạc Thị, nên hai làng có nhiều quan hệ mật thiết với nhau, gọi nhau là làng Trên, làng Dưới.
Xưa kia, địa dư của làng rất rộng, có rất nhiều ruộng, cuộc sống của dân làng cũng tương đối phong lưu, làm được cả đình rất to. Nhưng rồi, do tranh chấp ruộng đất với một số làng trong vùng dẫn đến khiếu kiện kéo dài, làng không thắng kiện, phải bán cả đình, cả ruộng nên số đông dân làng phải phiêu bạt đi nơi khác và làng phải đổi tên thành Yên Kiện (bia hậu năm đầu đời Tự Đức - 1848) trong chùa đã ghi tên "Yên Kiện").
Yên Kiện nằm ở cửa ngõ phía Nam Thăng Long, có con đường cổ gọi là "đường Quai " hay "đường cái cao" từ đầu cầu Ngọc Hồi hiện nay chạy qua, lên các làng Lạc Thị- ích Vịnh, nối với đường 70 từ thị xã Hà Đông- Văn Điển ở đầu làng Quỳnh Đô, rồi lại theo đường Cầu Tiên- Quán Sét ở trên, lên Chợ Mơ vào Thăng Long. Có nhà nghiên cứu cho rằng, đường cái cao này chính là con đường Thiên Lý từ Quán Gánh về Duyên Trường, Hạ Thái - Đông Phù, lên Ngọc Hồi để vào Kinh thành Thăng Long xưa.
Đầu thế kỷ XX, Yên Kiện vẫn là một làng rất nhỏ, chỉ có 275 nhân khẩu (năm 2000 chỉ có 197 hộ với 773 nhân khẩu). Tuy vậy, làng vẫn trở thành một xã thuộc tổng Cổ Điển, huyện Thanh Trì, tỉnh Hà Đông. Tháng 1-1946, làng hợp nhất với các làng Ngọc Hồi, Lưu Phái thành xã Ngọc- Yên- Lưu. Từ đầu năm 1948, làng lần lượt nằm trong các xã Việt Hưng, Đại Hưng. Sau Cải cách ruộng đất, làng nằm trong xã Việt Hưng cùng với các làng Ngọc Hồi, Lạc Thị, Lưu Phái, thuộc huyện Thanh Trì, tỉnh Hà Đông (năm 1961 thuộc huyện Thường Tín và làng Lưu Phái cắt về xã Ngũ Hiệp). Năm 1968, xã Việt Hưng đổi tên thành xã Ngọc Hồi. Đầu năm 1979, xã Ngọc Hồi được cắt về huyện Thanh Trì của Hà Nội.
Yên Kiện xưa rất nhiều ruộng, mỗi đinh nam từ 18 tuổi trở lên được chia 5 sào ruộng công. Nhưng ruộng ở đây đa phần là ruộng trũng, xấu, nên thu nhập từ nông nghiệp thấp và không ổn định. Để bảo đảm đời sống, nhân dân các làng làm thêm các nghề phụ, trong đó có nghề diu tôm.
Do là làng nhỏ nên làng Yên Kiện không hình thành các xóm. Đinh nam trong làng được chia thành ba giáp (giáp của họ Hoàng, giáp của họ Nguyễn Viết, giáp của họ Nguyễn Văn và họ Phạm).
Trước Cách mạng, tuy là làng nhỏ, nhưng các lệ tục về ngôi thứ, tế lễ của Yên Kiện rất phiền phức. Làng kết nghĩa với làng Lưu Phái. Người đến lượt làm cỗ đón Quan anh (ngày 10 tháng Hai) phải mổ trâu hoặc bò rất tốn kém, mặc dù được làng cấp cho 3 mẫu 3 sào ruộng. Cũng trong dịp này, có lệ làm cỗ bổn bàn: mỗi năm, mỗi mâm của những người từ 18 tuổi trở lên có một người phải đăng cai làm một mâm cỗ 3 tầng gồm thịt gà, giò chả, các chép luộc và nhiều món ăn khác để đãi người trong mâm.
Làng Yên Kiện còn ngôi đình được tu sửa lại vào năm Duy Tân thứ 3 (1909), thờ Câu Mang đại vương cùng hai vợ của ông là Phương Dung và Phương Anh. Câu Mang là vị thần sống vào cuối thời Hùng Vương, có công giúp Hùng Duệ Vương đánh lại nhà Thục, được nhiều làng vùng chiêm trũng thờ. Tại đình làng hiện còn lưu 13 đạo sắc phong cho các vị thành hoàng.
Làng có chùa Đại Bi, dựng vào năm Vĩnh Thịnh thứ 16 (1720), được tu bổ vào các năm Cảnh Hưng 28 (1767), Tự Đức nguyên niên (1848). Năm Thiệu Trị thứ hai (1842), đúc chuông.